# Бесплатная библиотека и оперный театр Хаскелла
Бесплатная библиотека и оперный театр Хаскелла (англ. Haskell Free Library and Opera House, фр. Bibliothèque publique et salle d'opéra Haskell) — историческое здание на границе провинции Квебек (Канада) и штата Вермонт (США), построенное в 1901—1904 годах. Расположено в населённых пунктах Дерби-Лайн (Вермонт) и Станстед (Квебек), через здание проходит государственная граница Канады и США. На первом этаже здания располагается публичная библиотека, на втором — оперный зал. Признано национальным историческим памятником как в США (1976), так и в Канаде (1985).

## История
Здание было построено в начале XX века как дар жителям разделенных канадско-американской границей населенных пунктов Рок-Айленд в Квебеке (ныне в составе Станстеда) и Дерби-Лайн в Вермонте. Постройка осуществлена на средства Марты Стюарт, урождённой канадки и вдовы американского лесопромышленника Карлоса Хаскелла, и их сына, полковника Хораса Стюарта Хаскелла. Получило название в честь Карлоса Хаскелла. Авторами архитектурного проекта были Джеймс Т. Болл, уроженец Рок-Айленда, владевший практикой в Бостоне, и его американский партнёр Гилберт Х. Смит. Строительство вела фирма Нейтана Бича из Джорджвилла (Квебек). Закладка здания состоялась 15 октября 1901 года, строительство продолжалось до 1904 года и обошлось в общую сумму около 50 тысяч долларов. Занавес, кулисы и декорации для оперного театра были выполнены Эрвином ла Моссом, ведущим театральным декоратором Бостона. Здание, одной стороной расположенное в США, а второй в Канаде, стало одним из последних сооружений, через которые проходит граница между США и Канадой: уже в 1908 году правительства этих стран запретили строительство новых зданий такого рода, так как они затрудняли контроль за границей.
Согласно воле дарителей, управление библиотекой и оперным театром было вверено совету попечителей, составленному из представителей обоих общин, на территории которых располагалось здание. Устав 1908 года определял, что доходы от эксплуатации расположенного на втором этаже театрального зала следует использовать для поддержки и содержания библиотеки на первом этаже. Первое представление в помещении оперного театра состоялось 7 августа 1904 года и было дано труппой Columbia Minstrels при участии баса Юджина Коулза, уроженца соседнего города Станстед (Квебек), и оркестра из Шербрука. С этого момента театр Хаскелла стал местом оперных и драматических постановок лёгкого жанра, в нём также проводились концерты и давались лекции.
В годы Второй мировой войны правительство США провозгласило библиотеку и оперный театр Хаскелла нейтральной территорией, чтобы избежать осложнений для исполнителей и зрителей, вынужденных при их посещении пересекать государственную границу. В 1976 году здание было включено в Национальный реестр исторических мест США, на следующий год — в Реестр культурного наследия Квебека, а в 1985 году — в список национальных исторических мест Канады.
Оперный театр продолжал действовать до 1993 года, когда был закрыт на 4-летнюю реставрацию и реконструкцию, в рамках которой помещение было оборудовано в соответствии с изменившимися требованиями пожарной безопасности и доступности для людей с ограниченной мобильностью. После этого деятельность театра возобновилась: театральный сезон продолжается с весны до осени, постоянной труппой театра с 1990-х годов стала труппа QNEK Productions. Дополнительная реставрация проходила с 2003 по 2006 год.

## Здание

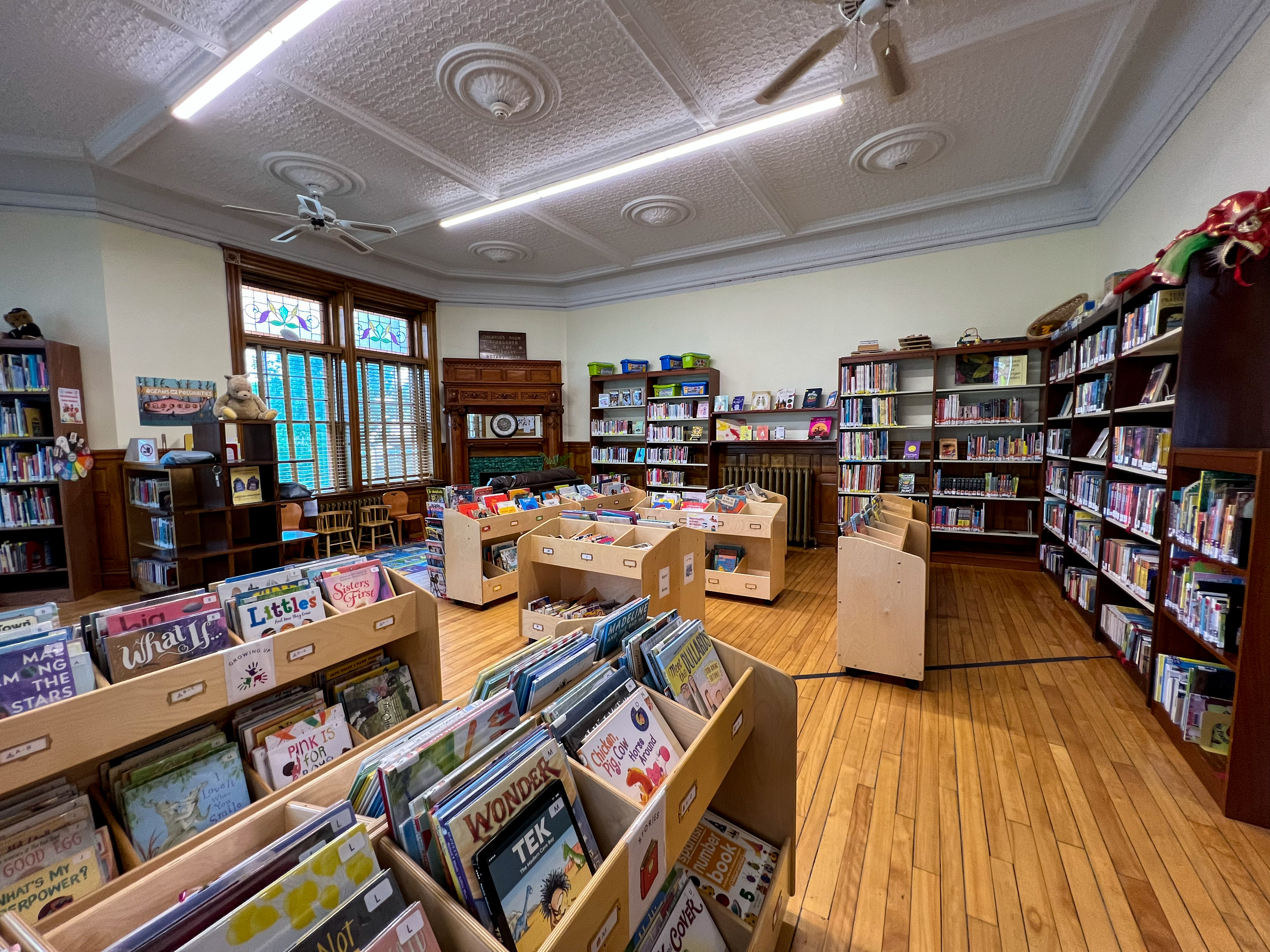
Помещение библиотеки. На полу видна линия, отмечающая государственную границу

Здание расположено на 60 % на территории Канады и на 40 % на территории США. На каждом этаже по полам проведена жирная чёрная линия, обозначающая государственную границу. Оба входа в здание (центральный — в библиотеку и боковой — на лестницу, ведущую в зрительный зал на втором этаже) расположены на американской стороне границы; также на американской стороне находятся контрольный стол библиотеки и бо́льшая часть зрительного зала оперного театра. На канадской стороне находятся бо́льшая часть библиотечной коллекции, театральная сцена, бо́льшая часть оркестровой ямы и балконов. В послевоенные годы канадские посетители библиотеки могли обойти здание по прилегающей улице, чтобы попасть ко входу, не проходя через контрольно-пропускной пункт. Однако весной 2025 года власти США запретили эту практику; согласно новым правилам, чтобы попасть в библиотеку через располагающийся на территории США вход, от канадских посетителей требовалось проделать путь к расположенному в нескольких минутах пути контрольно-пропускному пункту. В ответ администрация библиотеки и театра объявила сбор пожертвований на ремонт аварийного выхода с канадской стороны здания с тем, чтобы превратить его в полноценный вход для клиентов-канадцев. За несколько дней была собрана сумма, в полтора раза превышавшая требуемую.
Архитектурный проект Джеймса Болла представляет собой эклектичное смешение стилей. Южный и западный фасады, выходящие на улицу, оформлены в богатом орнаментальном стиле викторианского эклектизма, в оформлении восточной стороны много неоклассических компонентов (треугольный фронтон, слепая аркада на втором этаже, окно — бычий глаз), а северная сторона практически лишена декоративных элементов. Центральный вход оформлен в виде триумфальной арки. Оконные стили разнообразны и включают аркадные, венецианские, отдельные окна с прямой или полукруглой верхней линией, подъёмные, окулюсы и веерообразные окна над дверями. В конструкции здания выделяется многоугольная башенка, выполненная в стиле королевы Анны, к этому же стилю относятся подъёмные окна на всех уровнях здания. Первый этаж здания выполнен из рустованного гранита, добывавшегося в расположенных поблизости каменоломнях, второй — из жёлтого кирпича с гранитными обломами. Здание увенчивает высокая вальмовая крыша изломанного силуэта со щипцами, люкарнами и балюстрадами, башенку — коническая крыша с фиалом. В процессе реставрационных работ 2003—2006 годов к зданию была пристроена внешняя лифтовая шахта.

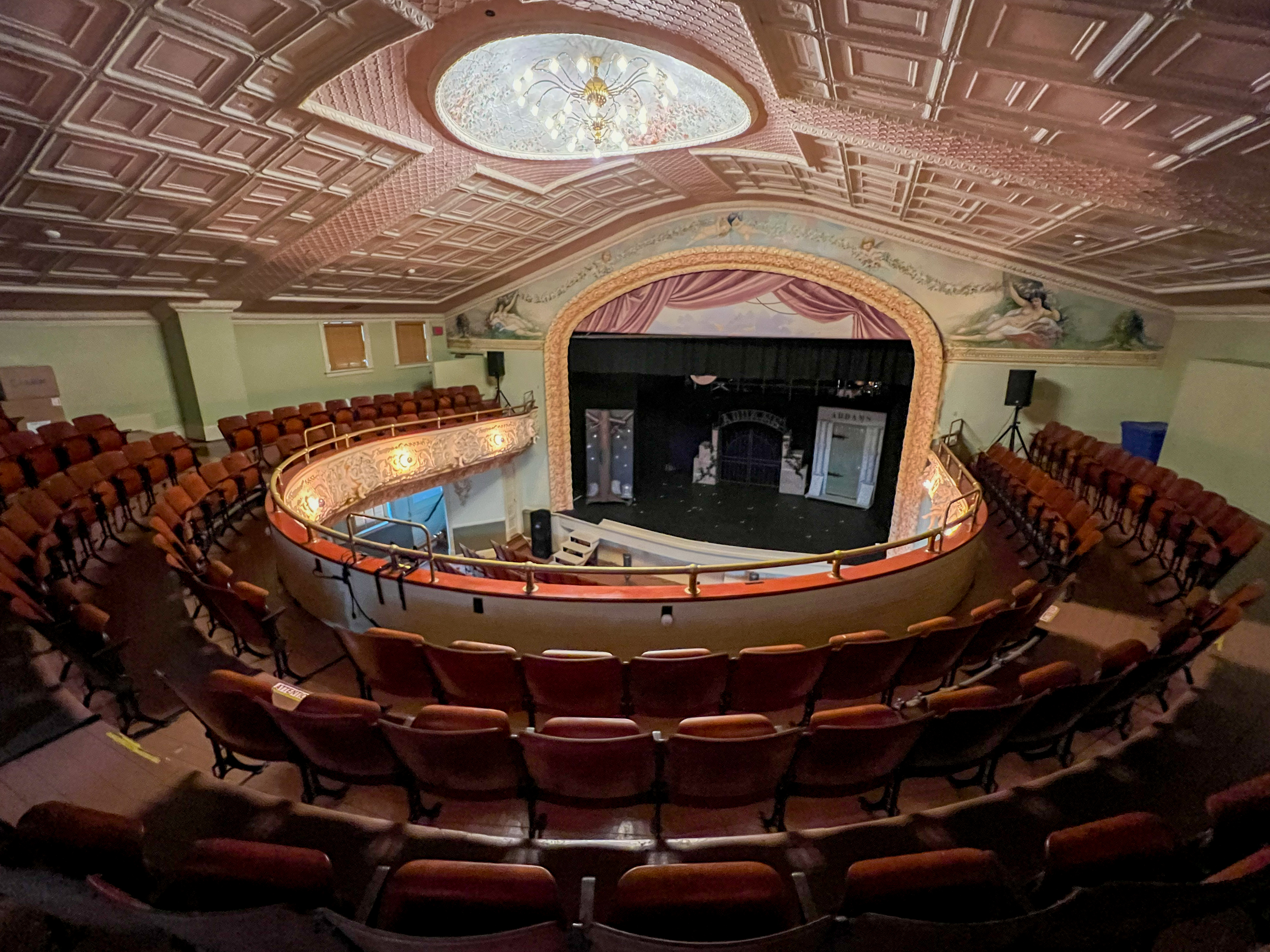
Зрительный зал оперного театра

В интерьере здания выделяют мозаичные полы, металлические потолки с чеканкой и дубовые элементы оформления стен. Зрительный зал оперного театра на 400 мест, согласно различным источникам, представляет собой уменьшенную копию зала Бостонской оперы (оригинальное здание уничтожено пожаром в начале XX века). Характерные элементы его архитектуры — наклонный партер и подковообразные балконы. В зале сохранены исторические зрительные ряды с креслами красного дерева, расписной металлический потолок и лепнина. Его галерея украшена стукко с изображениями путти и акантами. Просцениум обрамляют фрески с обнажёнными фигурами с цветочными гирляндами. В театре сохранился, по-видимому, последний в Северной Америке сворачиваемый театральный занавес. Этот занавес с изображением венецианского Гранд-канала и ряд декораций начала XX века — последние сохранившиеся работы декоратора Эрвина ла Мосса.